# The Wall (film, 2017)
Pour les articles homonymes, voir The Wall (homonymie).
Pour plus de détails, voir Fiche technique et Distribution.
The Wall est un film américain réalisé par Doug Liman, sorti en 2017.

## Synopsis
Deux soldats américains, le sergent Allen Isaac et le sergent-chef Shane Matthews, sont pris pour cible par un sniper irakien. Seul un mur les sépare d'une mort certaine...

## Fiche technique
Sauf indication contraire, les informations mentionnées dans cette section peuvent être confirmées par la base de données cinématographiques IMDb,  présente dans la section « Liens externes ».
- Titre original : The Wall
- Réalisation : Doug Liman
- Scénario : Dwain Worrell
- Décors : Jeff Mann
- Costumes : Cindy Evans
- Photographie : Roman Vasyanov
- Montage : Julia Bloch
- Musique : n/a
- Casting : Mindy Marin
- Production : David Bartis

Producteur délégué : Ray Angelic
Productrice associée : Alison Winter
- Sociétés de production : Amazon Studios, Big Indie Pictures et Picrow
- Sociétés de distribution : Amazon Studios / Roadside Attractions (États-Unis), Metropolitan Filmexport (France)
- Budget : 3 millions de dollars[1]
- Pays d'origine :  États-Unis
- Langue originale : anglais
- Format : couleur - 2.35:1
- Genre : guerre
- Durée : 81 minutes
- Dates de sortie[2] :
  -  États-Unis : 12 mai 2017
  -  France : 7 juin 2017

## Distribution
- Aaron Taylor-Johnson (VF : Alexis Tomassian) : sergent Allen Isaac
- John Cena (VF : David Krüger) : sergent-chef Shane Matthews
- Laith Nakli (VF : Serge Faliu) : Juba (voix)

## Production

### Genèse et développement
En novembre 2014, il est annoncé qu'Amazon Studios vient d'acheter son tout premier spec script original, écrit par Dwain Worrell. Ce script figurait par ailleurs dans la Black List 2014 des meilleurs scénarios en attente de production,. En mars 2016, il est révélé que Doug Liman a été engagé pour réaliser le film, avant de s'atteler à la mise en scène d'un film sur le personnage de Marvel Comics, Gambit, pour la 20th Century Fox.
En novembre 2016, la société Roadside Attractions se joint à Amazon Studios pour distribuer film. Les sociétés Big Indie Pictures et Picrow collaborent elles à la production.
L'ancien sniper Nicholas Irving a servi de conseiller technique pour le film. Surnommé « The Reaper », il a servi en Afghanistan et a tué près de 33 personnes. Il a notamment écrit Team Reaper: 33 Kills...4 months (2012) et The Reaper: Autobiography of One of the Deadliest Special Ops Snipers (2015),.

### Attribution des rôles
En mai 2016, Variety confirme qu'Aaron Taylor-Johnson a signé pour le rôle d'un soldat américain. Il est ensuite rejoint par le catcheur John Cena.

### Tournage
Le tournage s'achève en novembre 2016.

## Accueil

### Box-office
| Pays ou région    | Box-office     | Date d'arrêt du box-office | Nombre de semaines |
| ----------------- | -------------- | -------------------------- | ------------------ |
| France            | 68 256 entrées | 27 juin 2017               | en cours           |
| États-Unis Canada | 1 803 064 $    | 22 juin 2017               | en cours           |
| Mondial           | 3 031 781 $    | -                          | -                  |